# Czyżyny
Czyżyny – obszar Krakowa wchodzący w skład Dzielnicy XIV Czyżyny, dawna wieś.
Na terenie Czyżyn znajdują się bloki mieszkalne wielorodzinne 5-15-kondygnacyjne wraz z infrastrukturą społeczną (przedszkole, szkoła, plac zabaw, przychodnie lekarska, park), jak i Muzeum Lotnictwa Polskiego z czynnym od 2003 r. lądowiskiem Kraków-Czyżyny z betonową drogą startową o wymiarach 720 × 60 m, które powstało na byłym lotnisku Kraków-Rakowice-Czyżyny.

## Historia
Wieś Czyżyny była własnością książęcą. Od połowy XIII wieku należała do mogilskiego zakonu Cystersów.
Lokowana na prawie niemieckim w 1294 przez Wacława II. Lokację potwierdził Kazimierz Wielki w 1336. Ze wzmianek XIV-wiecznych wiadomo o moście nad prądnickimi bagnami i karczmie na terenie Czyżyn. Wieś duchowna Czerzyny, własność Opactwa Cystersów w Mogile, położona była w drugiej połowie XVI wieku w powiecie proszowskim województwa krakowskiego. W 1787 szlachta ziemi krakowskiej witała tu przybywającego do Krakowa króla Stanisława Augusta Poniatowskiego. Pod koniec XVIII wieku głównymi obiektami Czyżyn był dwór z folwarkiem oraz karczma, a w Czyżynach z przyległym Łęgiem notowano około 600 mieszkańców i 100 domów. W drugiej połowie XIX wieku wieś liczyła ponad 800 mieszkańców. Funkcjonowała w niej jednoklasowa szkoła ludowa.
Dalszy rozwój terenu wiązał się z rozbudową Twierdzy Kraków – zbudowany został fort Pszorna. Stacjonował tu oddział balonowy 2 Pułku Artylerii Fortecznej twierdzy Kraków. W 1912 dowództwo austriackie utworzyło na tym terenie Flugpark 7 razem z całym zapleczem technicznym. Fort nie przetrwał do naszych czasów – został zburzony w 1951 w związku z budową Alei Planu 6-letniego (obecnie Alei Jana Pawła II), jego pozostałościami są ziemne stoki na terenie Parku Lotników.
W latach 1936–1939 w Czyżynach wzniesiono kościół św. Judy Tadeusza, a w 1951 erygowano parafię.
18 stycznia 1945, wraz z Olszą i Rakowicami, Czyżyny włączone zostały do Krakowa.

### Kolej
W 1899 roku wybudowano linię kolejową Kraków – Kocmyrzów dla ułatwienia transportu osobowego i dostarczania płodów rolnych do Krakowa z okolicznych wsi, tzw. „Kocmyrzówkę”. W Czyżynach znajdowała się stacja kolejowa (w okolicy obecnego Ronda Czyżyńskiego, w miejscu gdzie obecnie mieści się stacja paliw). W 1900 wybudowano odgałęzienie linii do Mogiły. W 1930 Polskie Koleje Państwowe wykupiły linie od prywatnych właścicieli.
W latach powojennych linia ta i stacja Czyżyny służyły do transportu i przeładunku materiałów budowlanych dla wznoszonego, kilkaset metrów dalej, miasta Nowa Huta.
W latach sześćdziesiątych XX wieku linia do Kocmyrzowa straciła znaczenie ekonomiczne i została zlikwidowana, a tory i stację rozebrano.

### Lotnisko
Lotnisko Kraków-Rakowice-Czyżyny powstało w 1912 w związku z rozwojem lotnictwa Austro-Węgier. W 1917 roku stało się jednym z punktów etapowych pierwszej w Europie regularnej pocztowej linii lotniczej łączącej Wiedeń z Kijowem i Odessą. Początkowo zajmowało obszar 55 hektarów i obejmowało bazę oddziału lotniczego. Po odzyskaniu niepodległości i przejęciu obiektów lotniska przez polskie władze następowała stopniowa rozbudowa i wzrost znaczenia lotniska jako drugiego co do wielkości w kraju. W czasie II wojny światowej lotnisko przejęli Niemcy, a po jej zakończeniu straciło swoje znaczenie ze względu na rozwój urbanistyczny okolicznych terenów. W 1963 zostało zlikwidowane.
Pozostałościami infrastruktury lotniska są Park Kultury i Wypoczynku utworzony w 1966 na niezabudowanych terenach polotniczych (obecnie Park Lotników Polskich) oraz obiekty należące obecnie do Muzeum Lotnictwa Polskiego, które organizuje rokrocznie w tym miejscu Małopolski Piknik Lotniczy.
Część (zachodnia) pasa znajdującego na terenie Muzeum Lotnictwa cieszy się dużą popularnością w gronie niezrzeszonych krakowskich modelarzy RC.

### Osiedla
W latach 1977–1988 wybudowano osiedle Dywizjonu 303, a w latach 1978–1990 osiedle 2 Pułku Lotniczego (według projektu W. Cęckiewicza). Wzniesiono budynki mieszkalne cztero- i jedenastokondygnacyjne w technologii wielkopłytowej (według projektu M. i J. Chronowskich, S. Golonki). Na osiedlach powstały ponadto 2 szkoły, 4 przedszkola, żłobek, 2 przychodnie lekarskie oraz pawilony handlowo-usługowe.
W latach 70. powstały domy studenckie Politechniki Krakowskiej (według projektu T. i M. Mańkowskich), a w 1980 budynki Wydziału Mechanicznego Politechniki (według projektu W. Cęckiewicza z zespołem). W 1972 rozpoczęto budowę Kampusu Akademii Wychowania Fizycznego (według projektu L. Filara).
W latach 80. wybudowano budynki mieszkalne pięcio- i jedenastokondygnacyjne w technologii wielkopłytowej (według projektu K. Szopińskiej). Natomiast w latach 90. powstały kolejne zespoły mieszkaniowe, ale już z niższymi budynkami cztero- i pięciokondygnacyjnymi, krytymi skośnymi dachami (według projektu H. Pięty, J. Barnasia, W. Gilewicza, E. Dworzak-Żak, A. Rutkowskiego). W tym czasie wybudowano także wieżowce obok kompleksu AWF i Ronda Czyżyńskiego.

## Przemysł w Czyżynach
W latach 1937–1938 we wschodniej części Czyżyn wybudowano Wytwórnię Tytoniu Przemysłowego, wykorzystującą uprawy tytoniu w Proszowicach, Wawrzeńczycach i Nowym Brzesku, należącą do Polskiego Monopolu Tytoniowego. Wytwórnia nie przerwała działalności w czasie II wojny światowej, będąc przejętą przez Niemców. W latach 1949–1953 zmodernizowano wytwórnię, tworząc Zakłady Przemysłu Tytoniowego w Krakowie-Czyżynach. W 1961 przy zakładach utworzono Zakład Konstrukcji i Budowy Urządzeń dla Przemysłu Tytoniowego. Obecnie właścicielem zakładów jest koncern Philip Morris.

## Atrakcje Czyżyn

### Muzeum Lotnictwa Polskiego
Bezpośrednim impulsem budowy Muzeum Lotnictwa i Astronautyki (pierwotna nazwa; obecnie muzeum nosi nazwę Muzeum Lotnictwa Polskiego) była zorganizowana w 1964 przez Aeroklub Krakowski wielka Wystawa Lotnicza na terenie byłego lotniska wykorzystująca pozostałości parku technologicznego lotniska i eksponaty zwożone specjalnie na wystawę.
Po zakończeniu wystawy stworzono Ośrodek Ekspozycji Sprzętu Lotniczego, który zaopiekował się ekspozycją. W 1967 Ośrodek został przejęty przez Naczelną Organizację Techniczną i nazwany „Muzeum Lotnictwa”, a w 1971 muzeum znalazło się w gestii Ministerstwa Komunikacji. W zbiorach muzeum znajdują się: samoloty, szybowce, śmigłowce, pociski przeciwlotnicze oraz silniki lotnicze. Wśród licznych eksponatów znajdują się samoloty będące unikatami na skalę światową.
W 2003 roku przywrócono działalność lotniczą. Utworzono lądowisko Kraków-Czyżyny na części dawnej betonowej drogi startowej dla samolotów do 7500 kg i śmigłowców.

### Obiekty sakralne
- Kościół św. Judy Tadeusza zbudowany w latach 1936–1939. Trójnawowa bazylika zwracająca uwagę polichromią i witrażami. Na ścianie tęczowej umieszczono Golgotę, w nawie głównej sceny z życia Chrystusa, a w prezbiterium mozaiki z postaciami polskich świętych i błogosławionych.
- Kościół św. Brata Alberta wzniesiony w latach 1983–1994. Znajduje się na osiedlu Dywizjonu 303. Świątynia nakryta wspartym na słupach stropach o konstrukcji stalowej z podwieszonym sufitem kasetonowym z przeszkloną fasadą. Obraz w ołtarzu głównym św. Brata Alberta i stacje Drogi Krzyżowej namalowała w latach 80. Z. Kopycińska-Wilczkowa, w nawie znajdują się płyty upamiętniające polskich lotników poległych w czasie II wojny światowej (wyk. B. Chromy w 1995) oraz saperów poległych przy rozminowywaniu pobliskiego lotniska w 1946 (wyk. A. Kołaczyński w 1999).
- Figura Matki Boskiej Niepokalanego Poczęcia – powstała w 1899 klasycystyczna kamienna, polichromowana figura na czworobocznym postumencie wyobrażająca postać Madonny stojącą na kuli świata, otoczona metalowym płotkiem. Na kapliczce umieszczony jest napis: „FUNDACYA /GMINY ŁĘG /R. 1899. W 1997 kapliczka została odnowiona.
- Kapliczka słupowa – latarnia umarłych – pochodząca z XVII wieku murowana kapliczka zbudowana przy drodze do klasztoru w Mogile, z wizerunkiem Matki Boskiej i figurką Serca Jezusa. W 1951 odnowiona, a w 2001 przeniesiona z pierwotnej lokalizacji ze względu na budowę drogi.

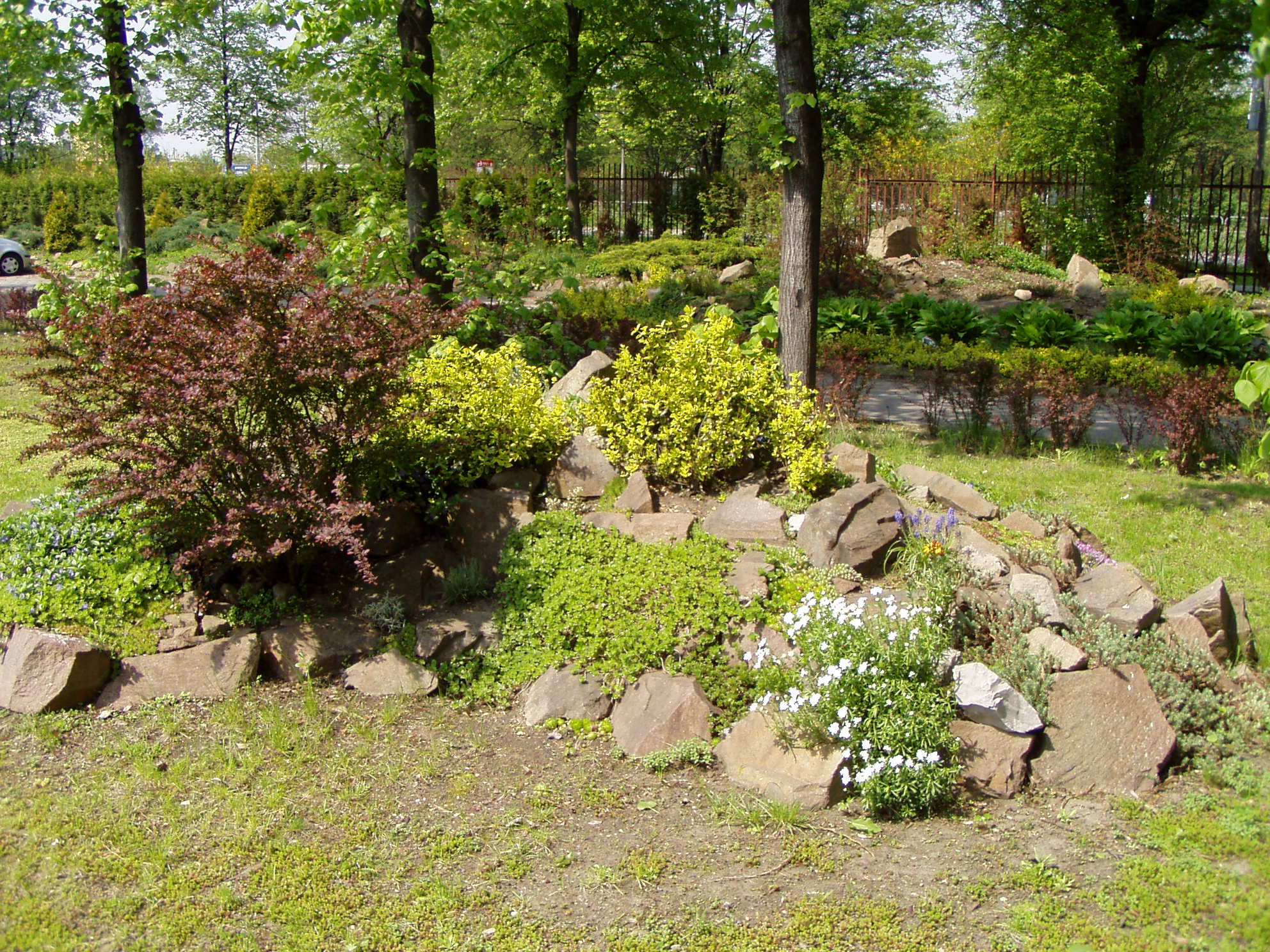

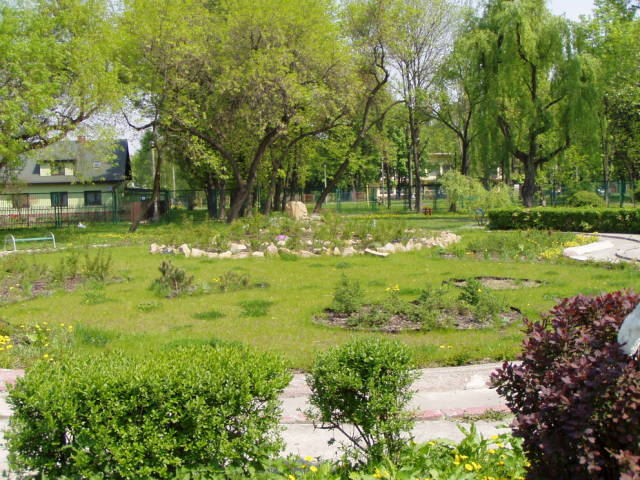

### Tereny zielone
- Park Lotników Polskich, dawniej: Park Kultury i Wypoczynku (1966), duży kompleks zieleni założony po II wojnie światowej, który miał oddzielać Kraków od Nowej Huty
- Park Technologiczny obok terenów Politechniki (1998)
- ogródki działkowe
- parki osiedlowe
- boisko wielofunkcyjne (2009), na os. Dywizjonu 303 przy Zespole Szkół Ogólnokształcących nr 14. Projekt budowy boiska sfinansowała Rada Dzielnicy XIV Czyżyny. Koszt budowy wyniósł 1,6 mln zł. Boisko w dalszym ciągu jest rozbudowywane[3].

### Pomniki
- Pomnik Lotników Polskich poległych w latach 1939–1945, postawiony w 1989 r. w Parku Lotników w formie trzech stylizowanych ognistych języków wydobywających się z ogniska; ponad którymi na żelbetowych słupach znajduje się olbrzymi orzeł z rozpostartymi skrzydłami, trzymający w dziobie wieniec. Na niskich płomieniach ogniska napisy: „WOJNA OBRONNA 1939”; „LOTNIKOM POLSKIM POLEGŁYM W DRUGIEJ WOJNIE ŚWIATOWEJ”; „POLSKIE SIŁY ZBROJNE NA ZACHODZIE”; KAMPANIA FRANCUSKA”; „LOTNICY W DYWIZJONACH ALIANCKICH”; „BITWA O ANGLIĘ”; „LOTNICTWO NA WSCHODZIE”; „LOTNICY W ARMII KRAJOWEJ”; „LOTNICY POLEGLI W LAGRACH WIĘZIENNYCH I OBOZACH ZAGŁADY”.
- Głaz z inskrypcją Chwała lotnikom z 1970.
- Pomnik Bronisława Czecha, wzniesiony na placyku przed AWF w 1988, upamiętnia patrona krakowskiej AWF Bronisława Czecha, narciarza, olimpijczyka, zamordowanego w Oświęcimiu w 1944. Przedstawia półpostać narciarza trzymającego w dłoniach kijki narciarskie opartego na wielkim głazie.

## Infrastruktura
- Przedszkole nr 110
- Szkoła Podstawowa nr 52
- Szkoła Podstawowa nr 155
- Szkoła Podstawowa nr 156 im ks. kard. Adama Stefana Sapiehy
- Zespół Szkół nr 14 im. Św. Brata Alberta – Adama Chmielowskiego:
- Akademiki Politechniki Krakowskiej
- Akademia Wychowania Fizycznego
- Centrum Handlowe „M1”
- Wydział Mechaniczny Politechniki Krakowskiej
- Stadion lekkoatletyczny AWF
- Centrum Handlowe „Czyżyny”
- Międzynarodowe Centrum Targowo-Kongresowe Expo Kraków
- Kraków Arena

## Galeria

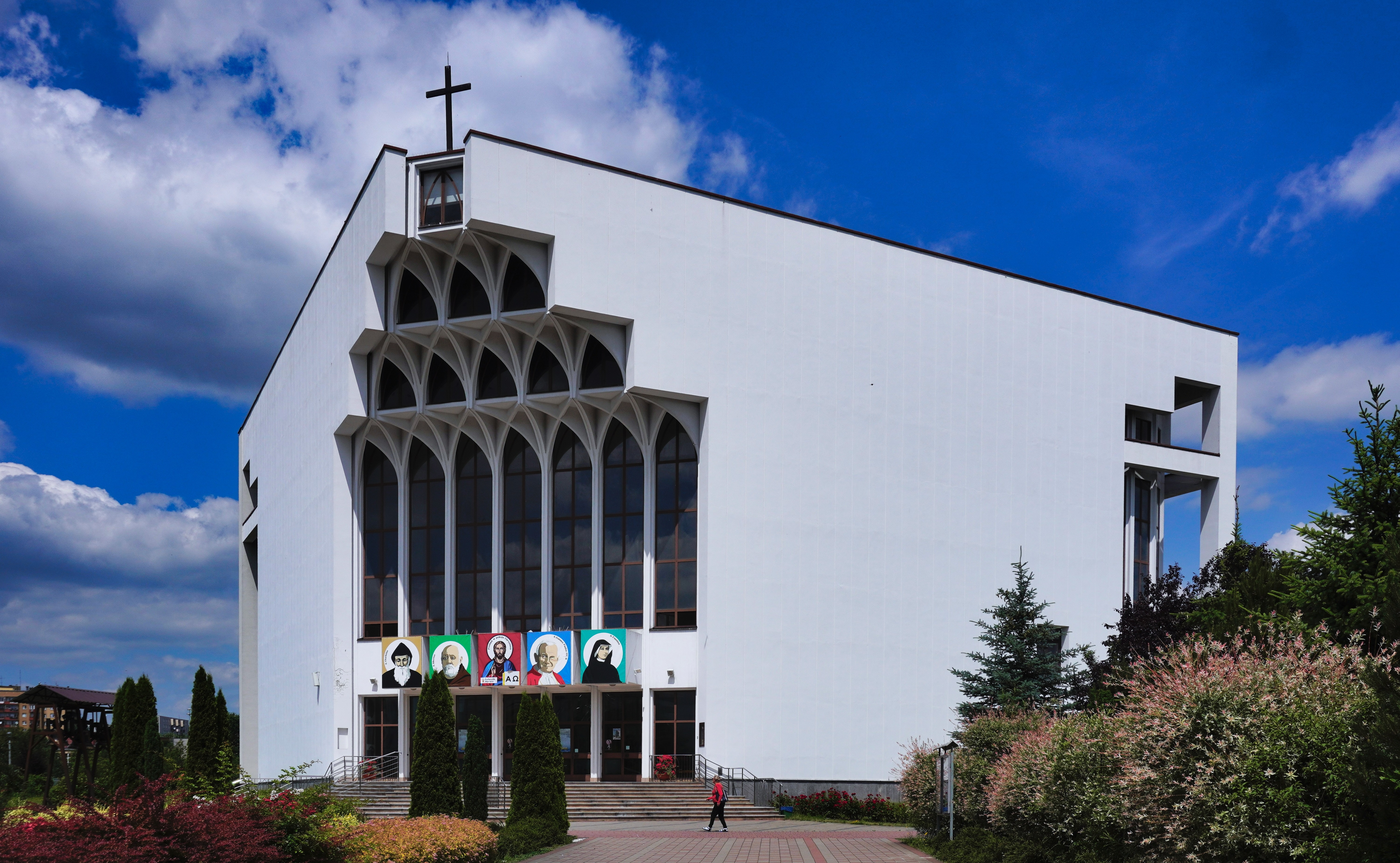
Kościół św. Brata Alberta na osiedlu Dywizjonu 303
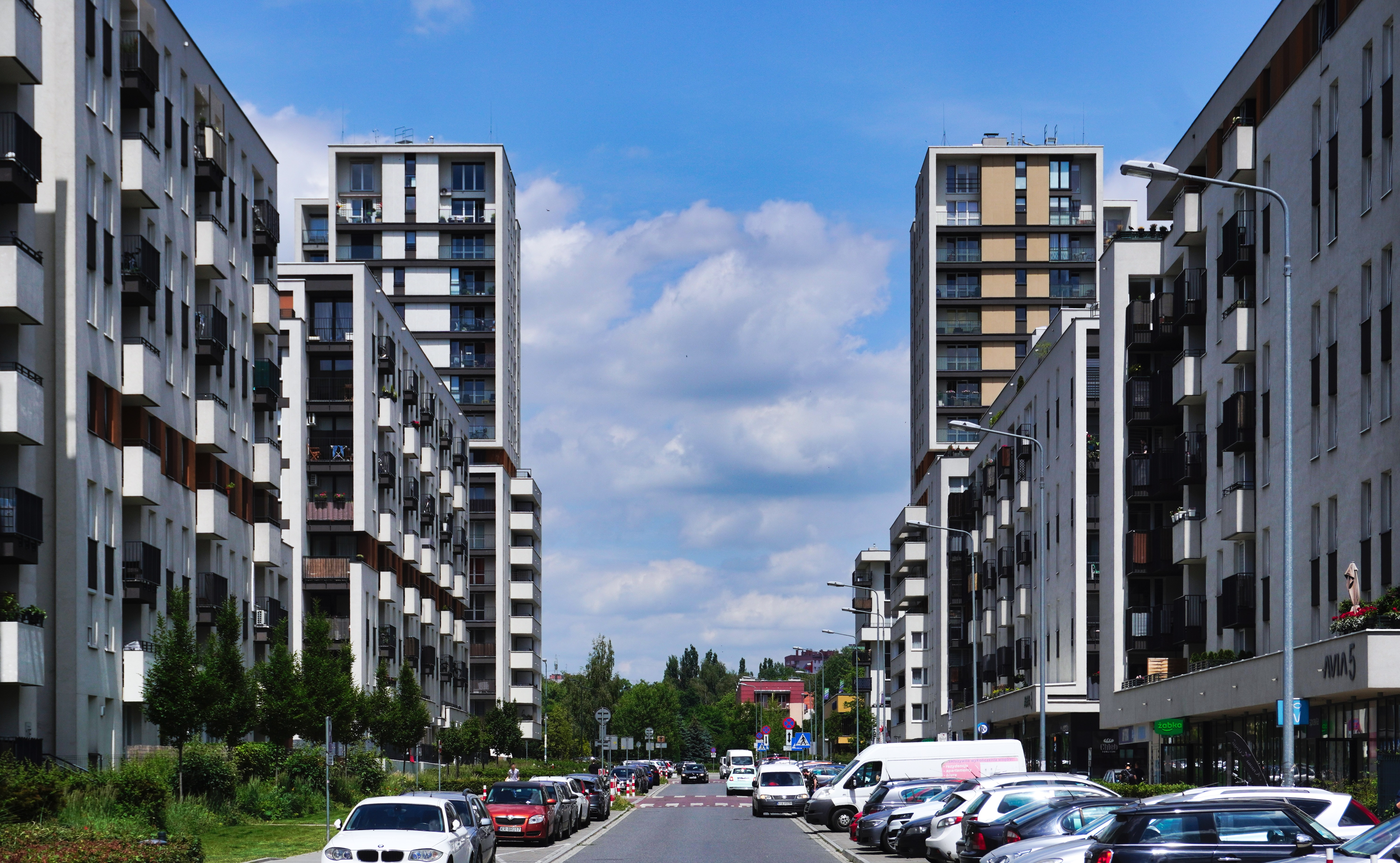
Ulica Bolesława Orlińskiego, osiedle Nowe Czyżyny
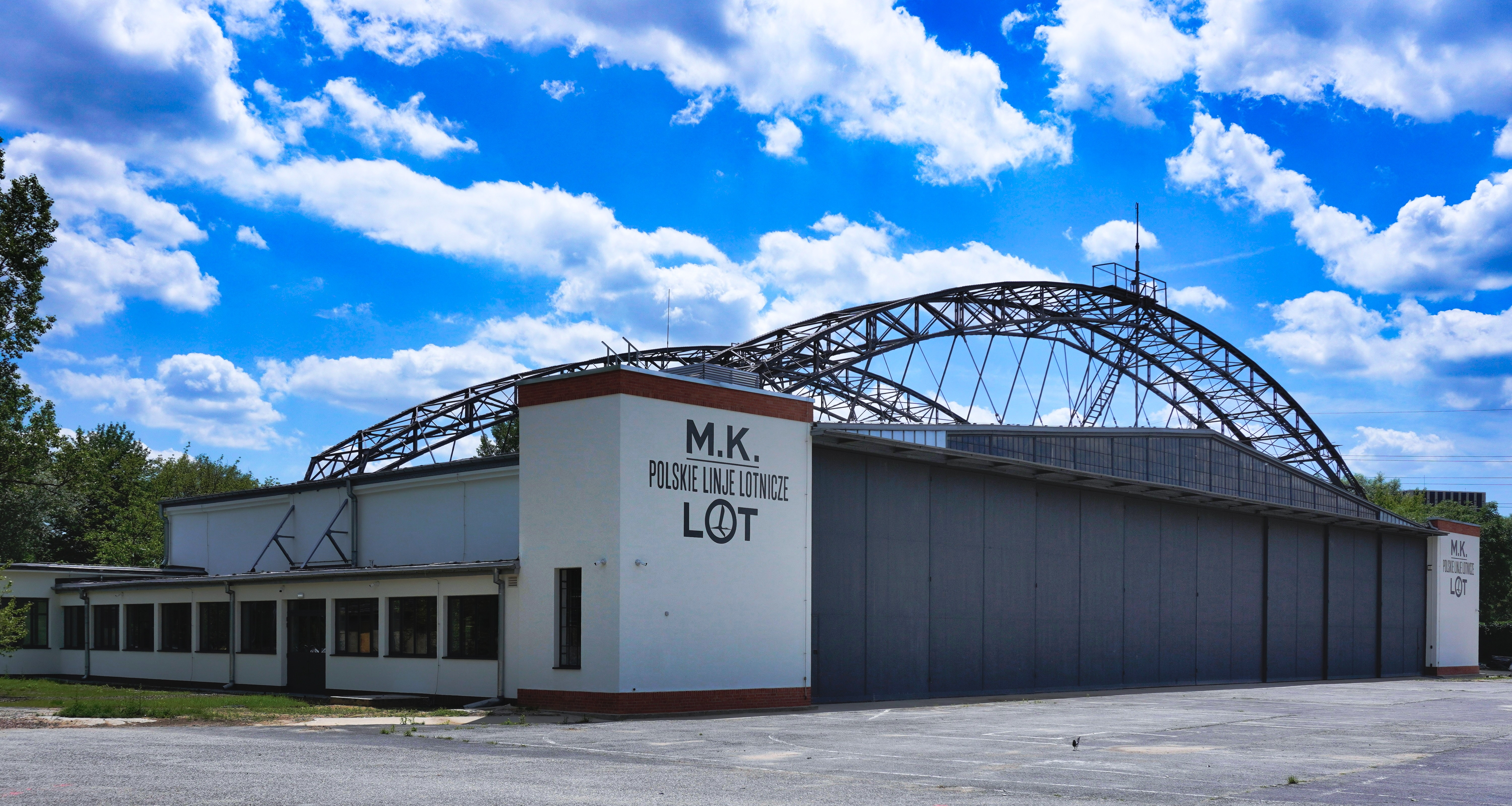
Dawny hangar cywilnego portu lotniczego lotniska Kraków-Rakowice-Czyżyny
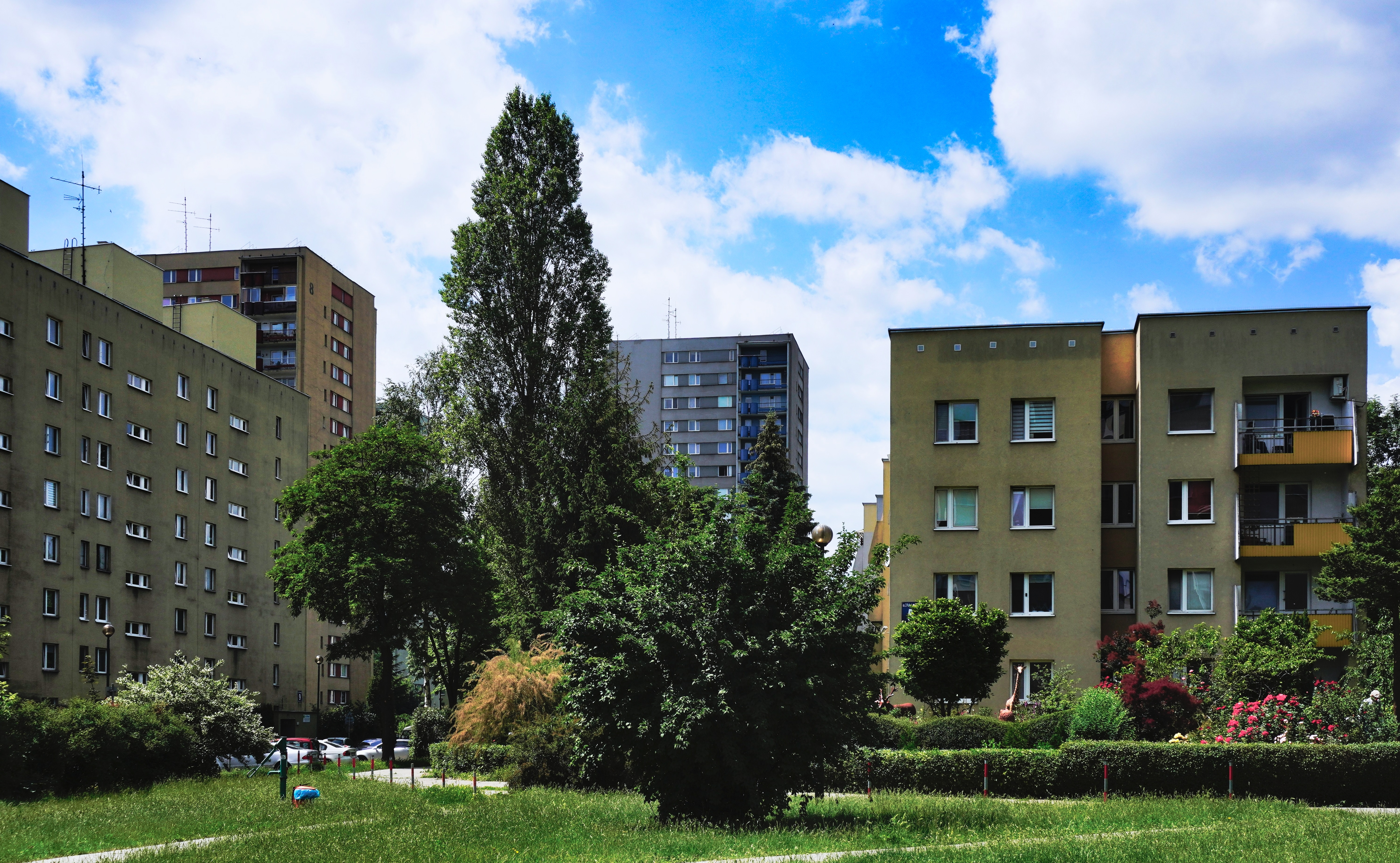
Osiedle 2 Pułku Lotniczego
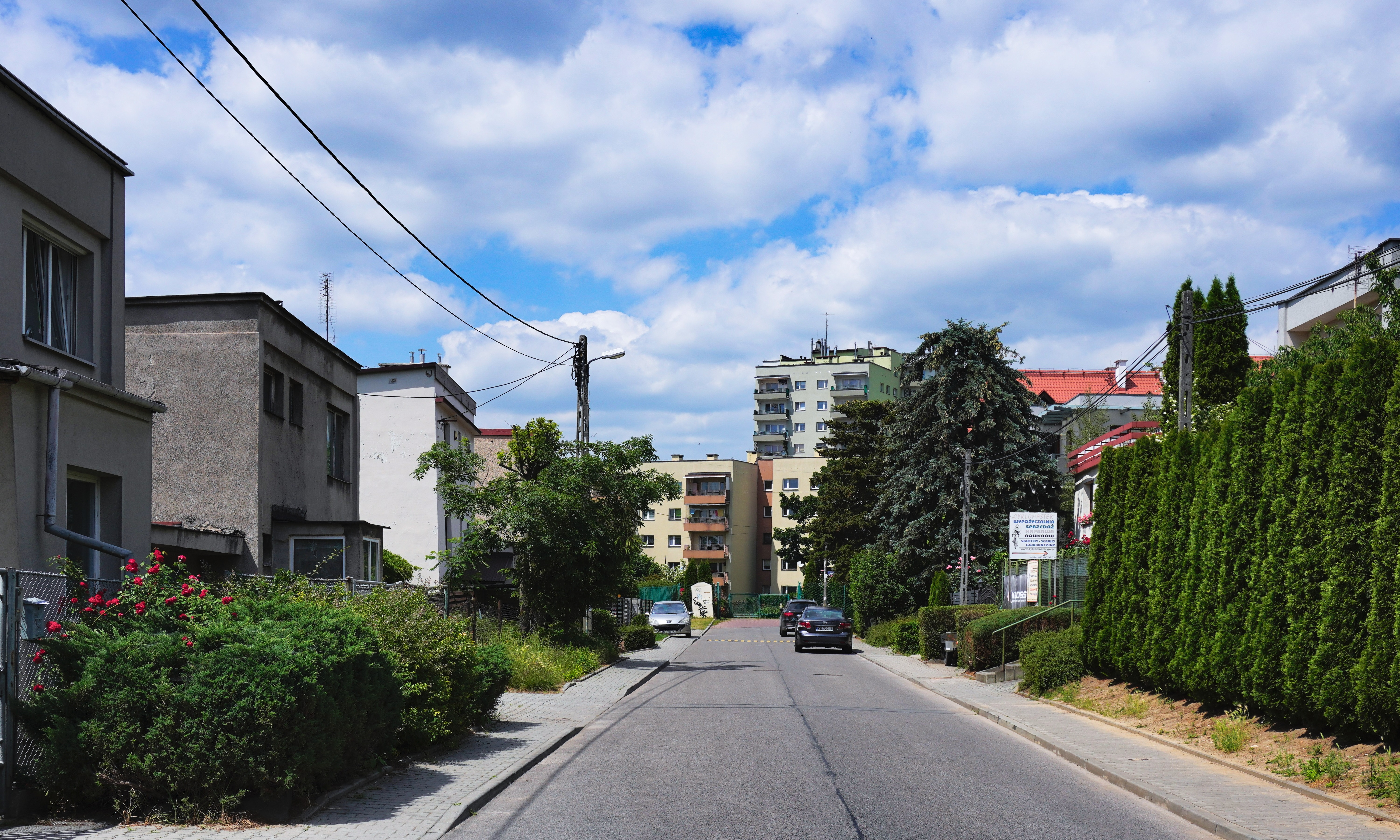
Ulica Konstantego Ildefonsa Gałczyńskiego
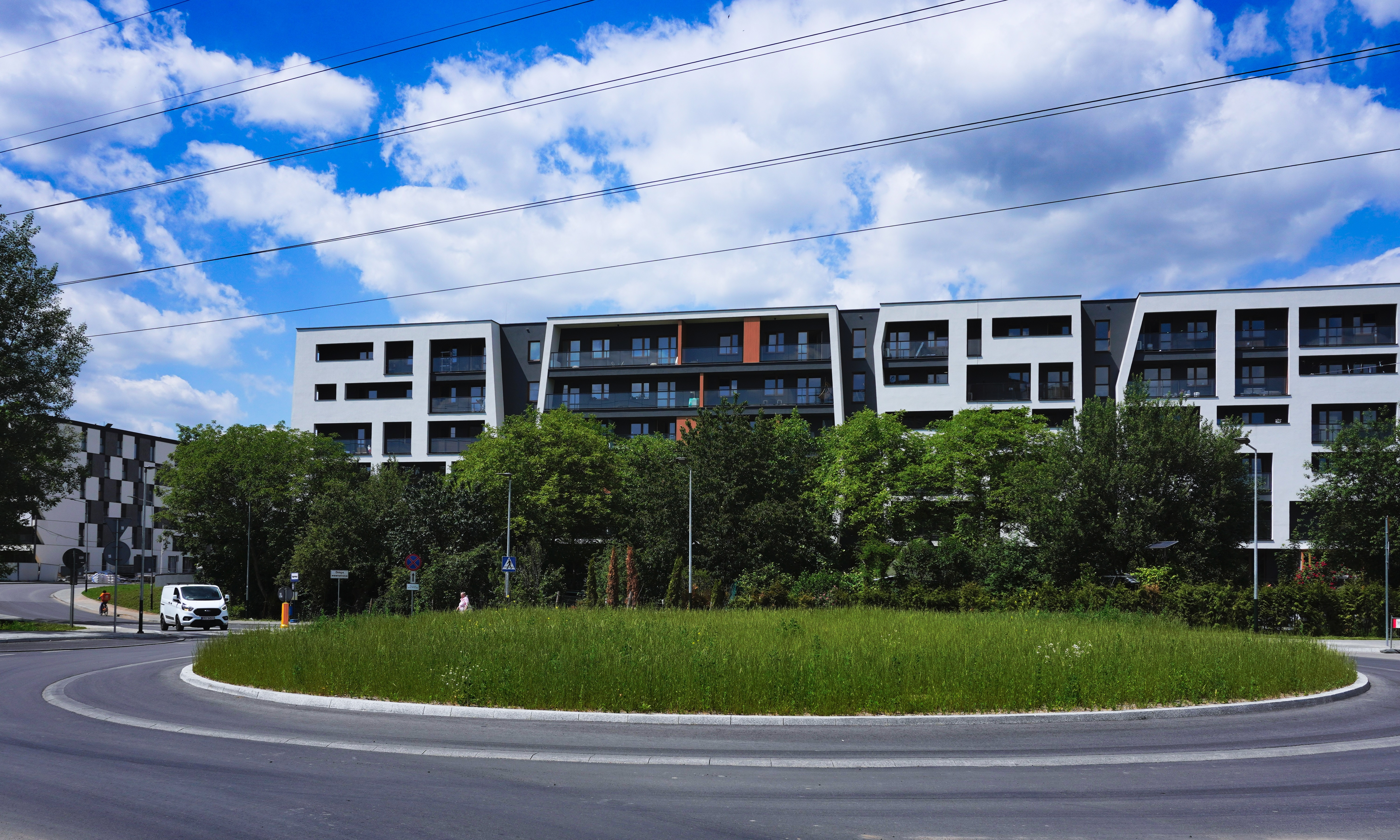
Rondo na skrzyżowaniu ulic Centralnej i Sołtysowskiej, zabudowa mieszkaniowa
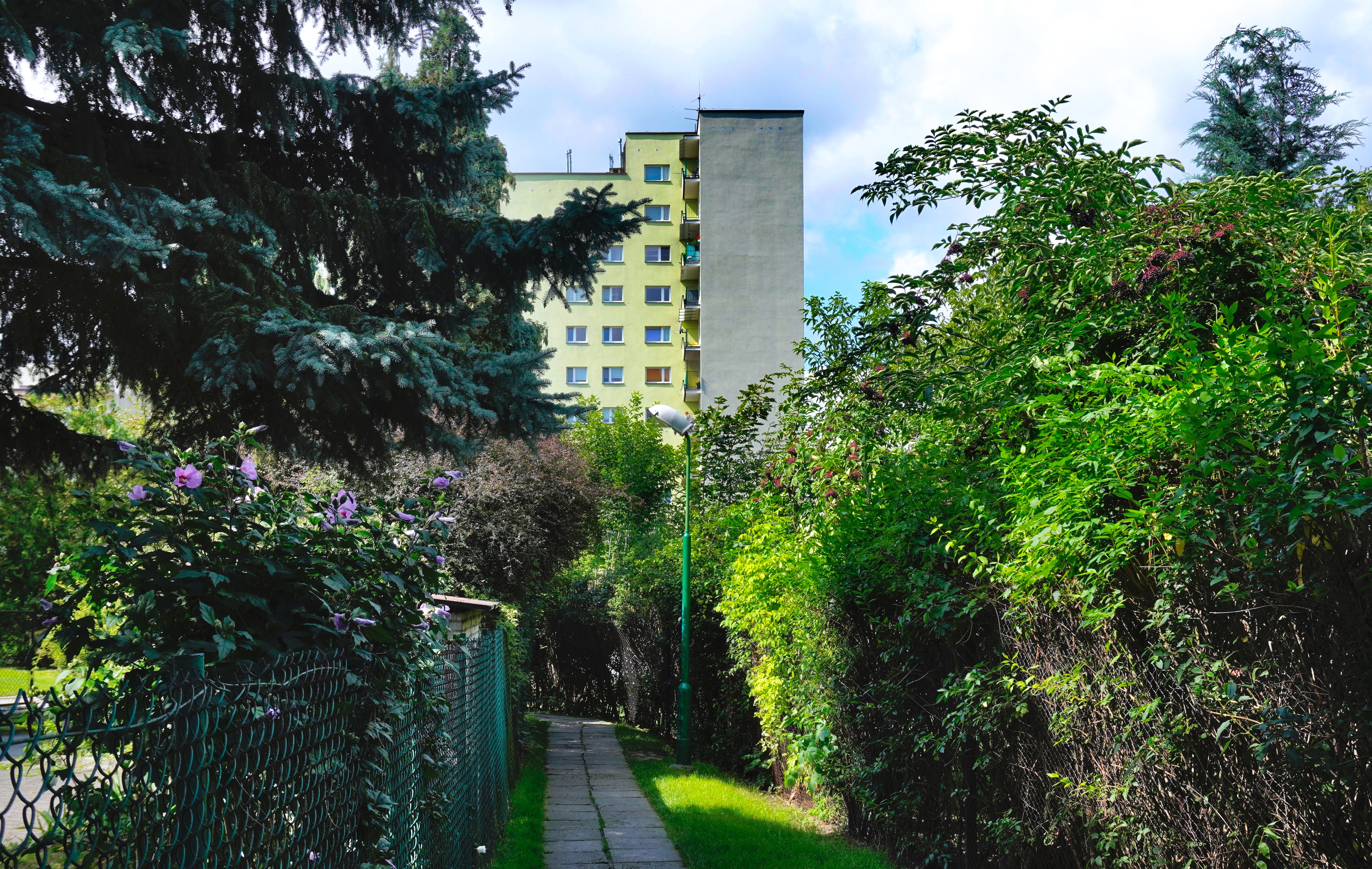
Zabudowa Czyżyn w rejonie między aleją Jana Pawła II i aleją Pokoju – blok przy ul. Narciarskiej 2H
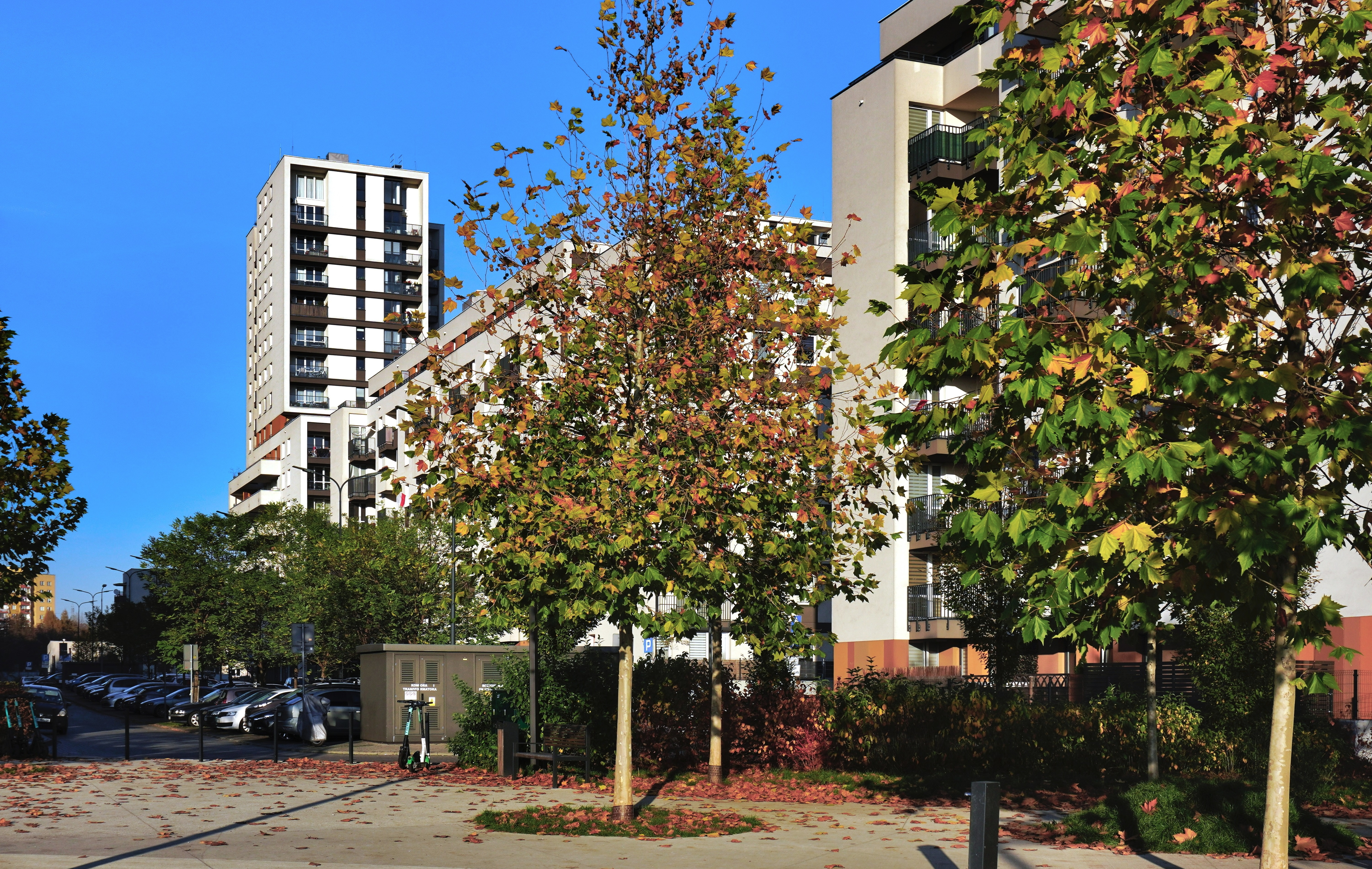
Park Czyżyny, osiedle Nowe Czyżyny
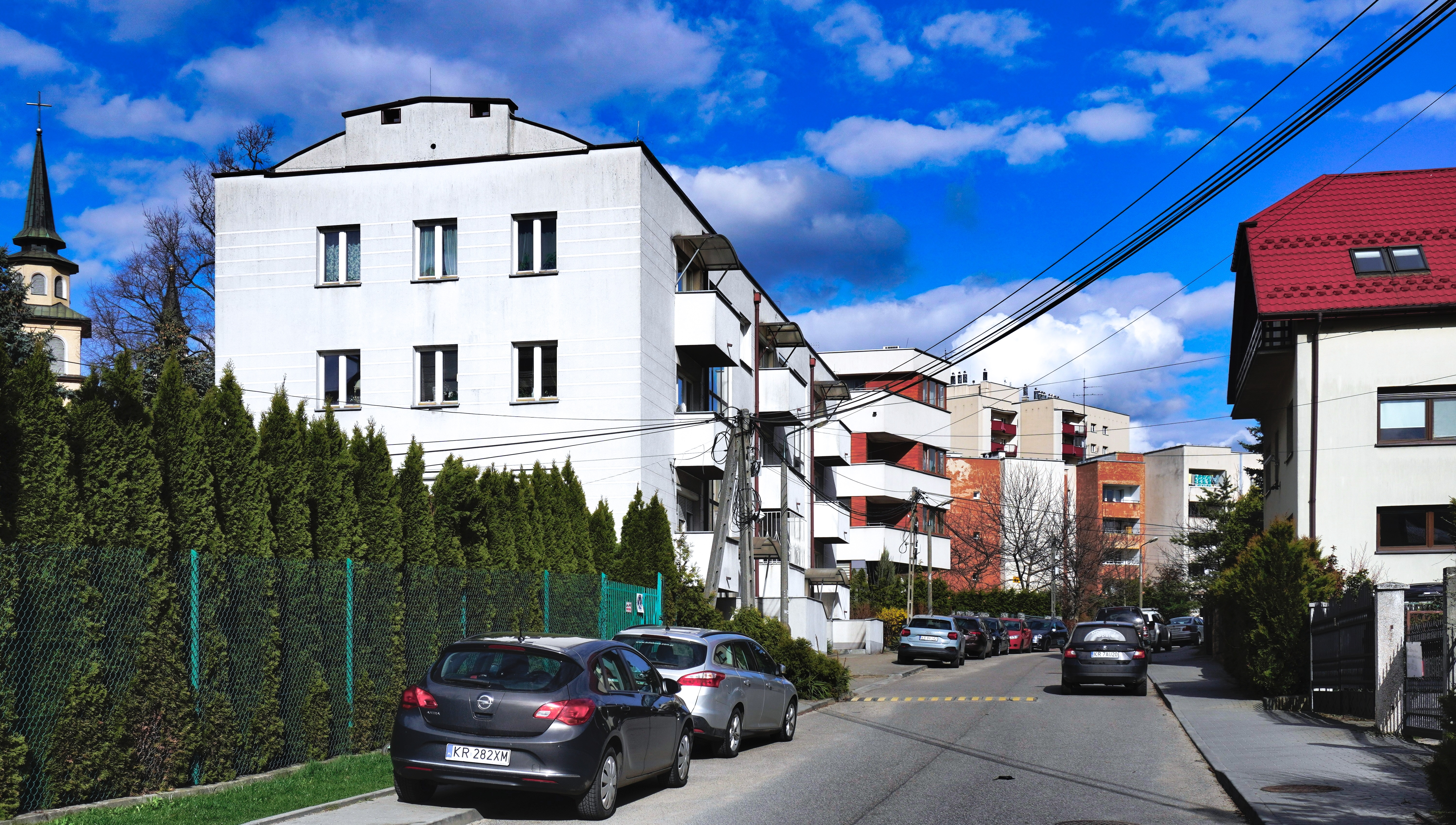
Ulica Konstantego Ildefonsa Gałczyńskiego
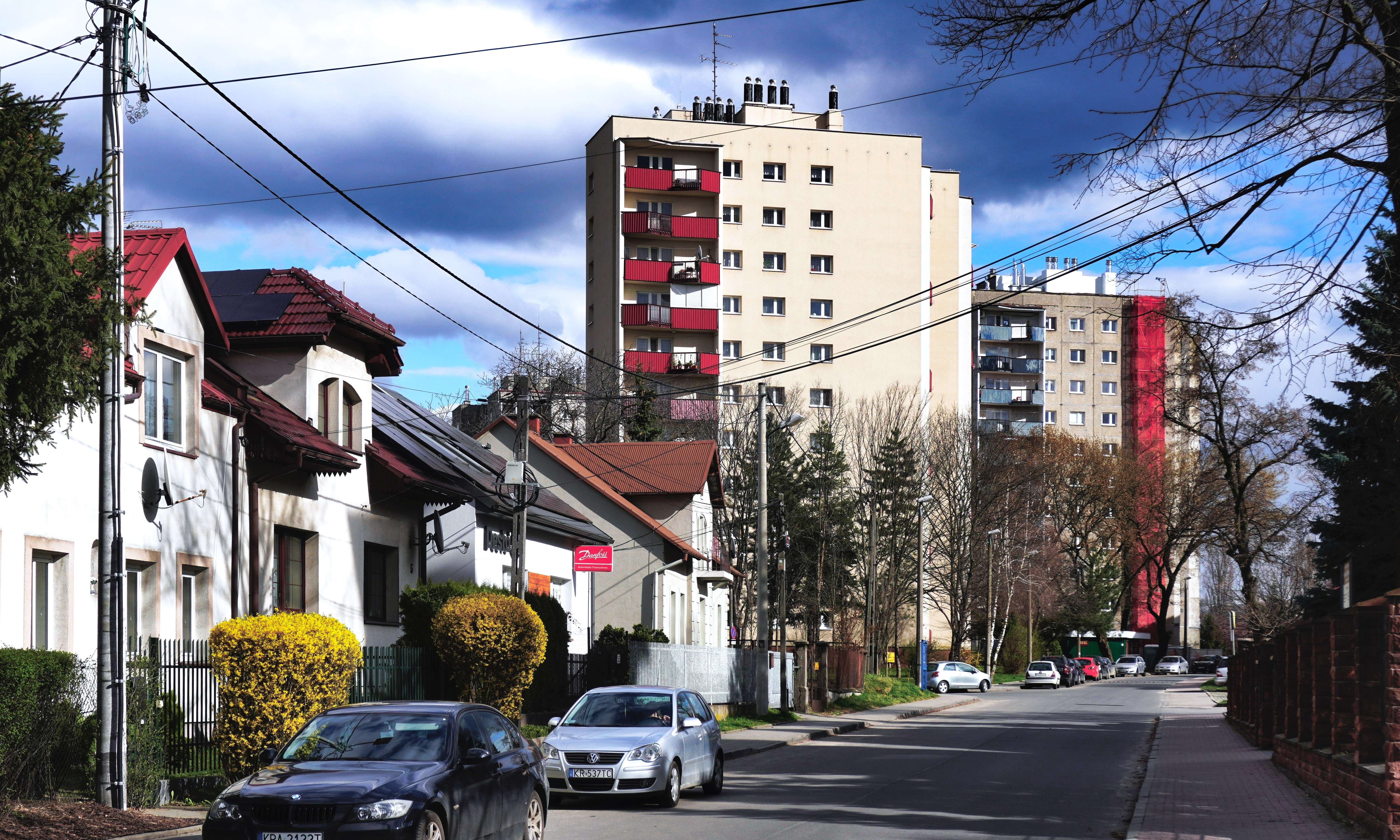
Ulica Franciszka Wężyka
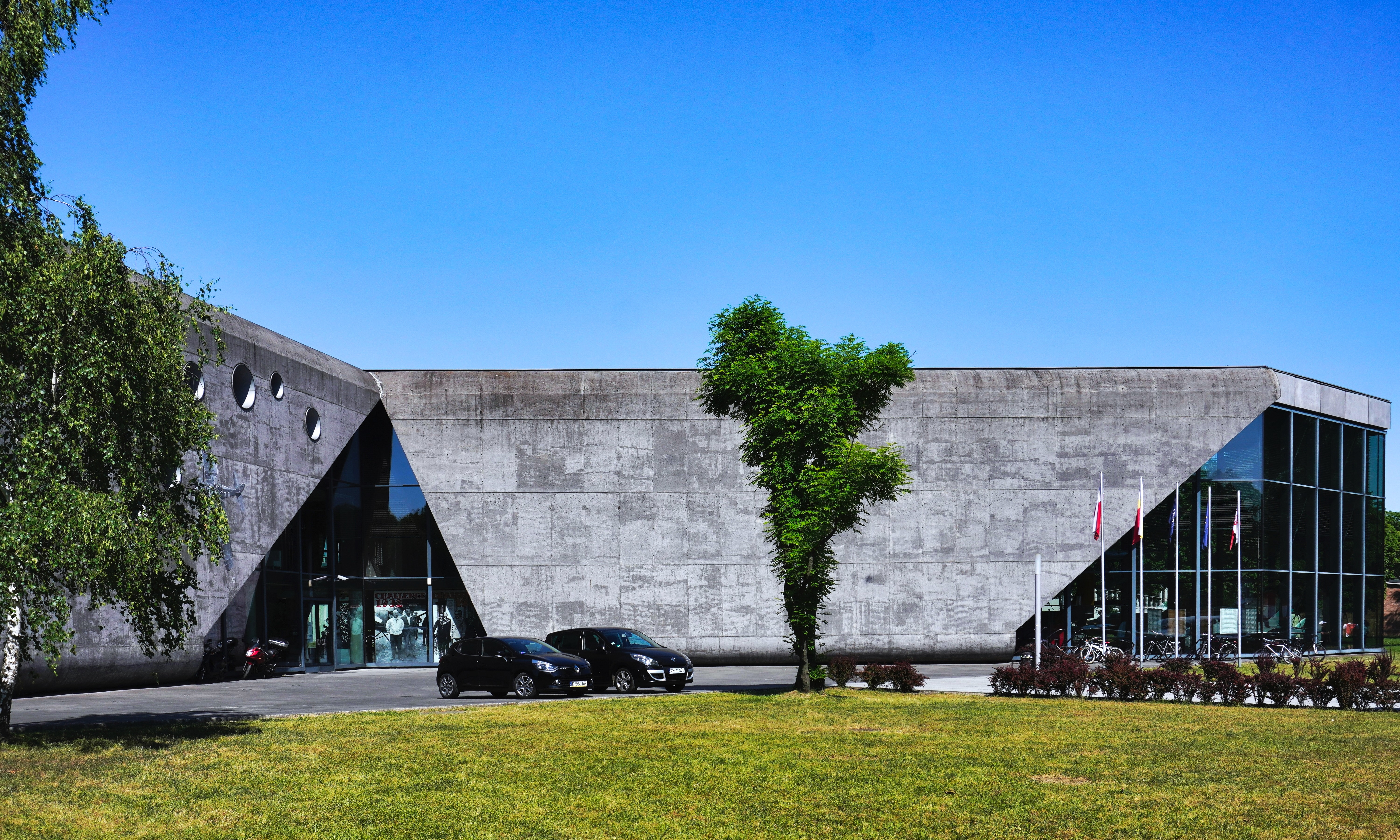
Gmach Główny Muzeum Lotnictwa Polskiego
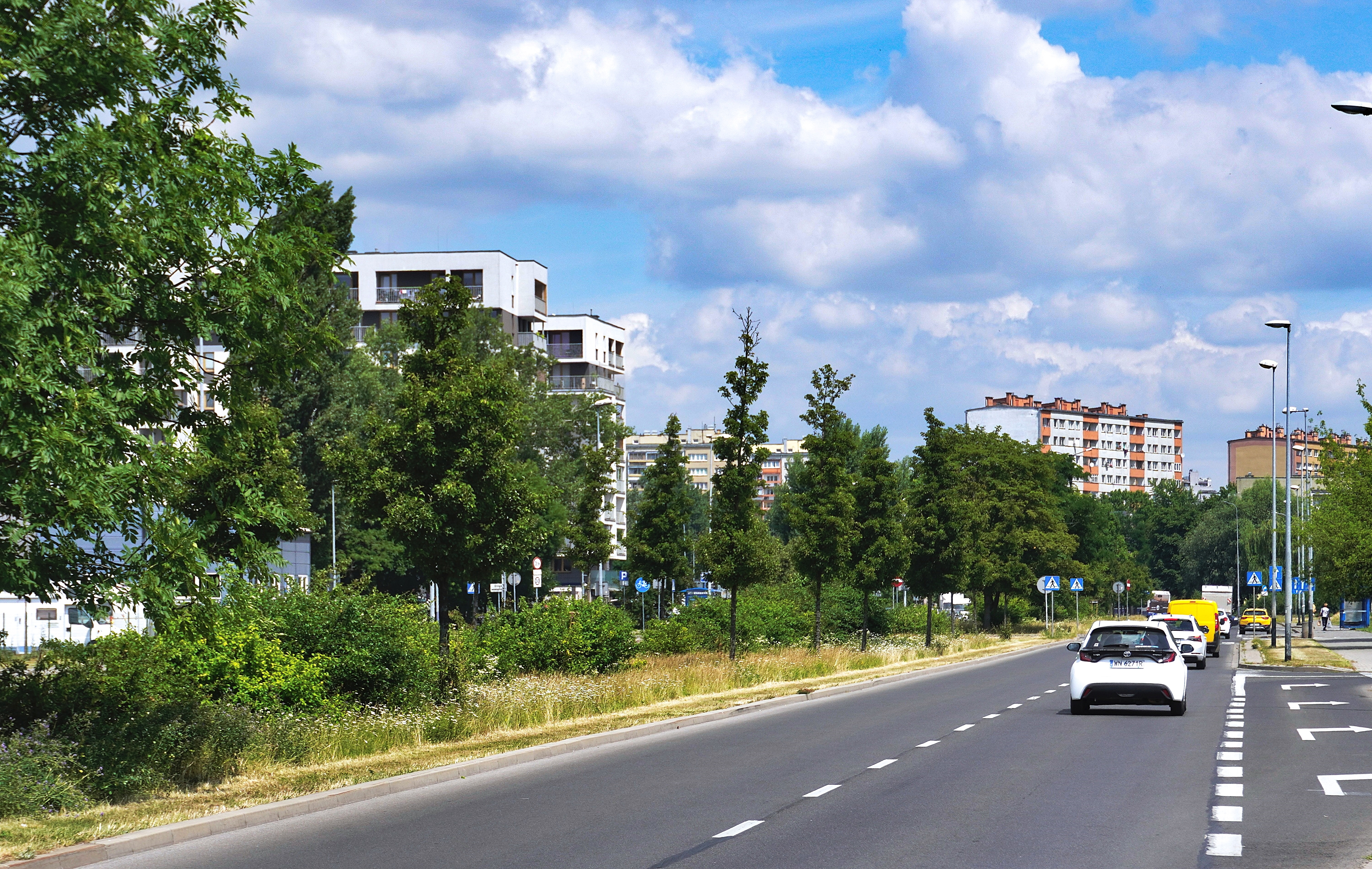
Ulica Marii Dąbrowskiej
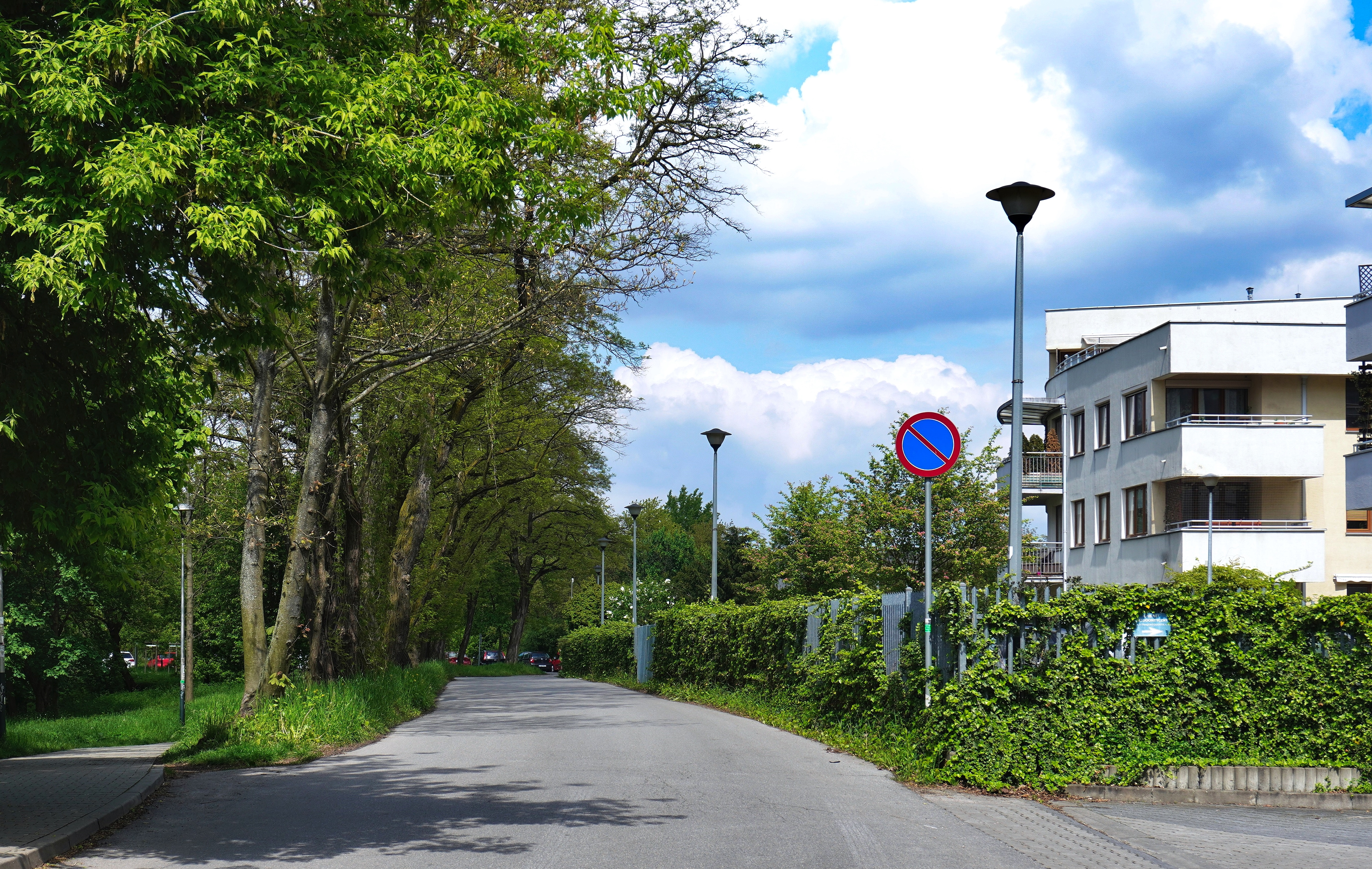
Ulica Mariana Markowskiego
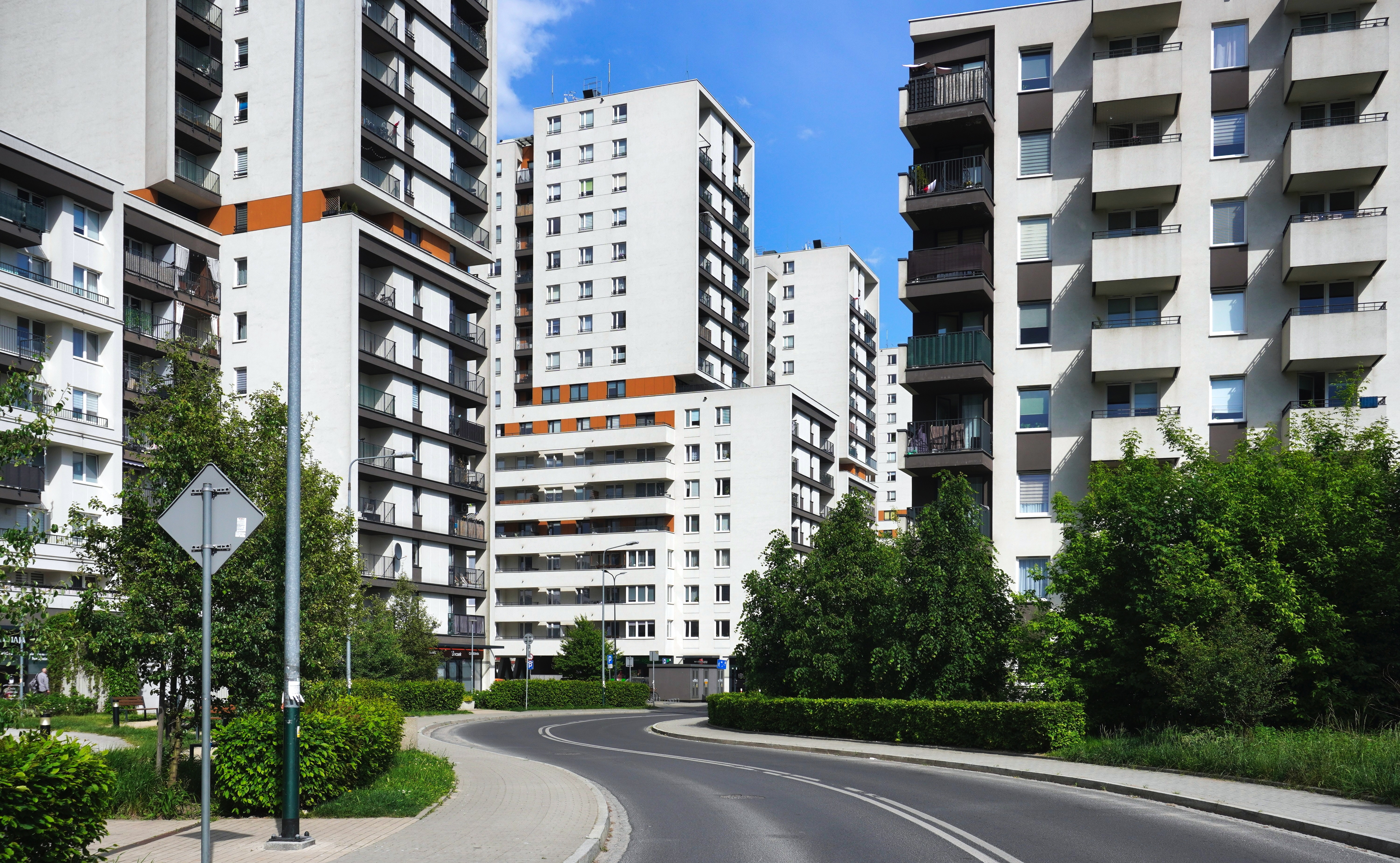
Ulica Bolesława Orlińskiego
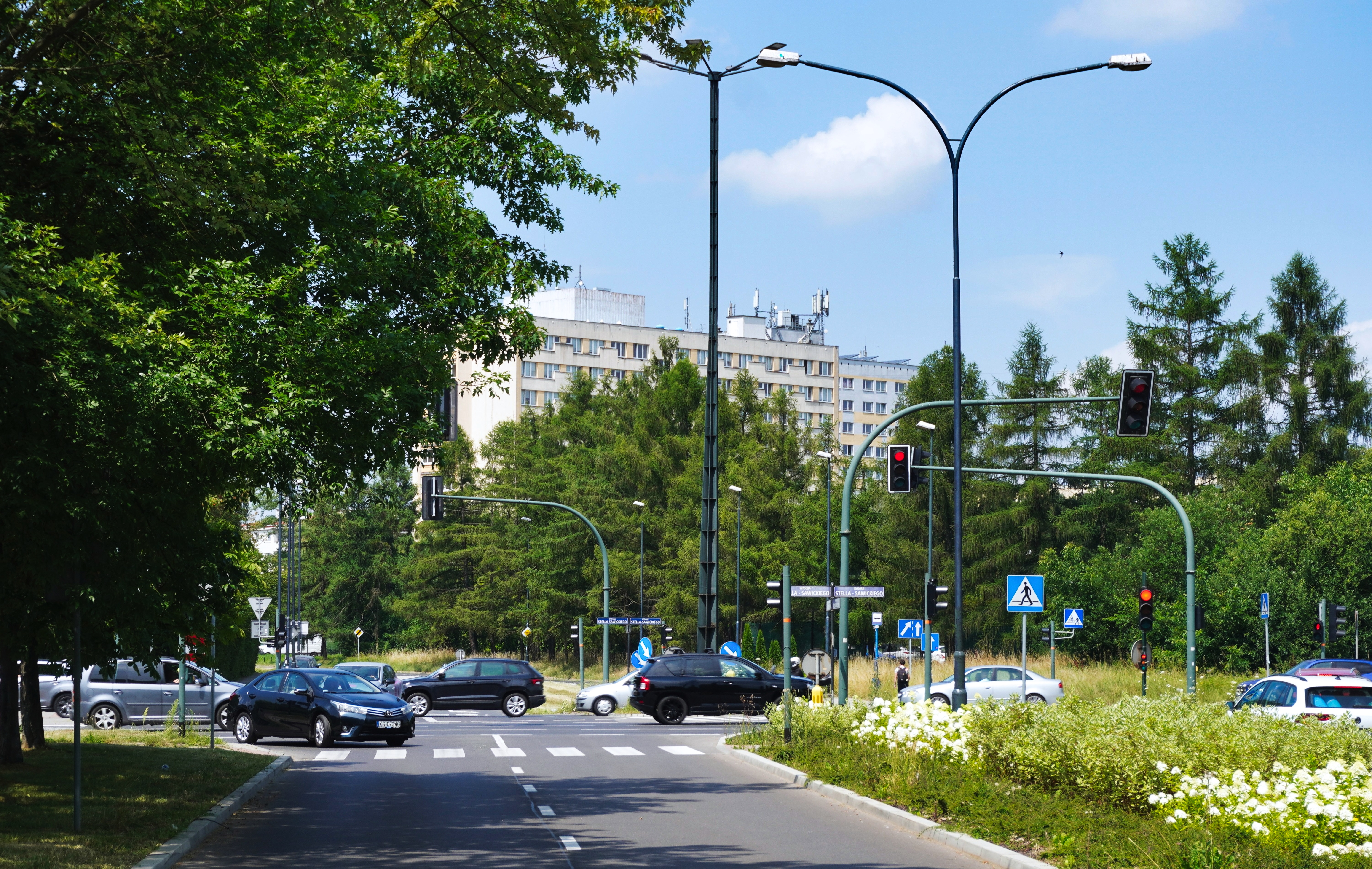
Ulica Bronisława Włodarczyka
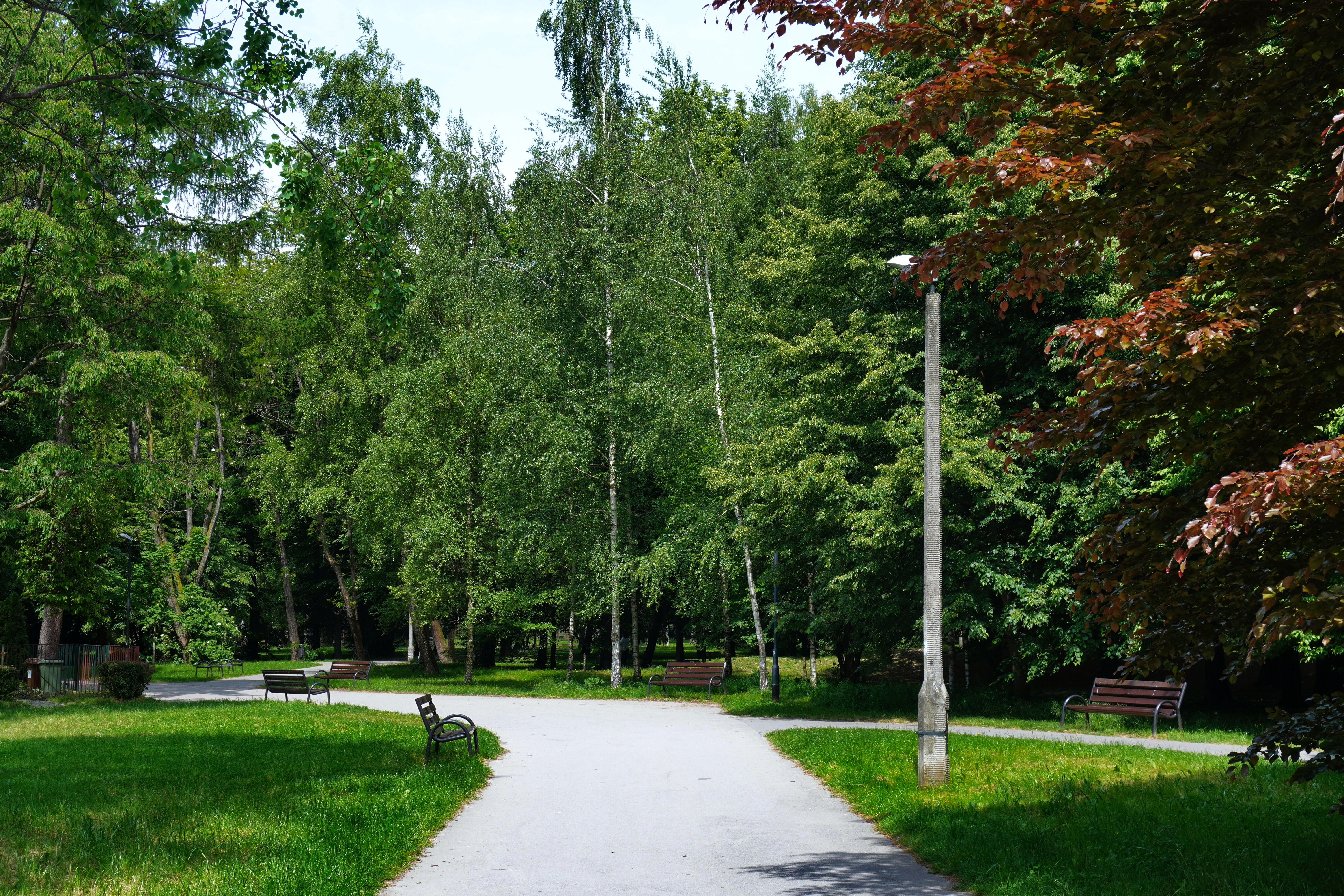
Park gen. pil. Stanisława Skalskiego
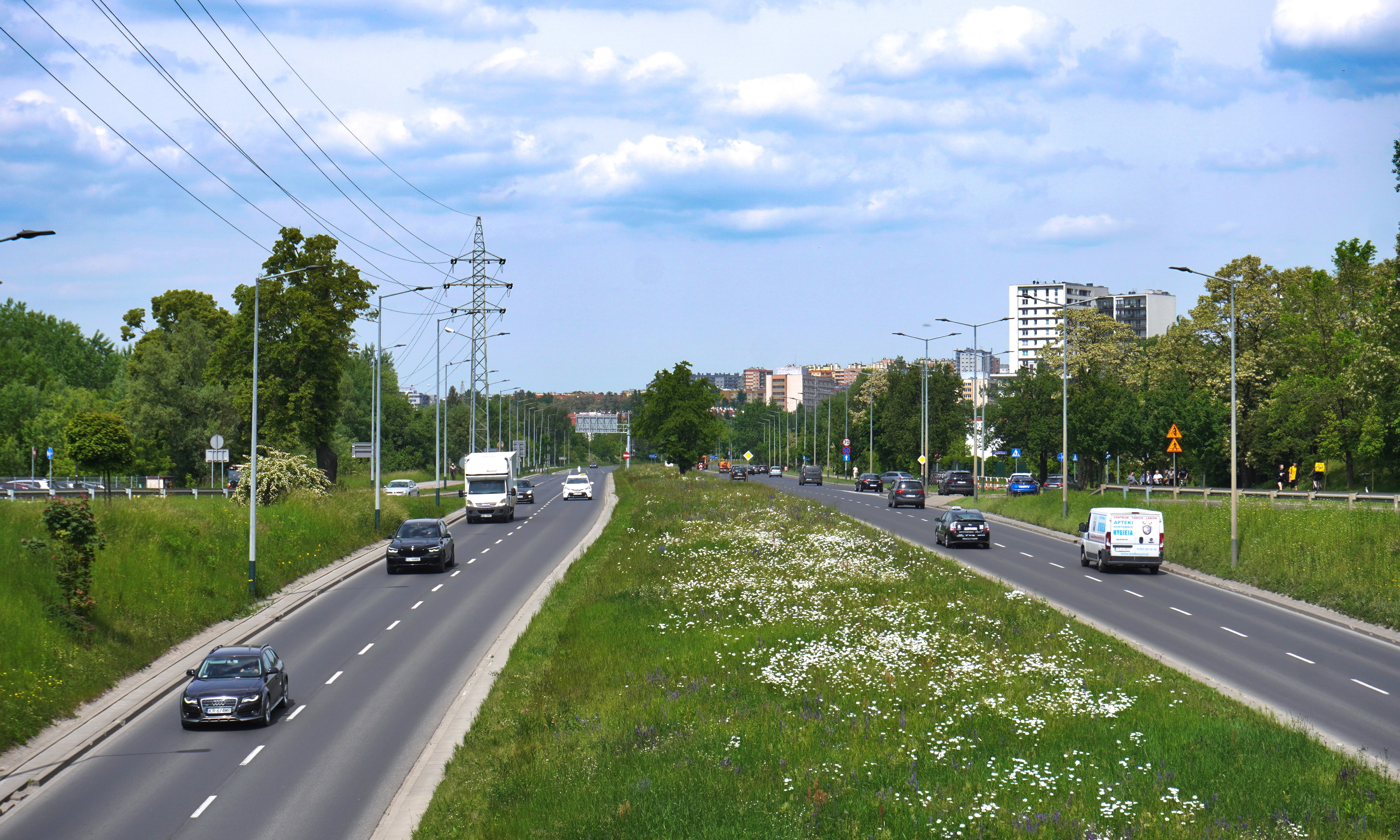
Ulica Izydora Stella-Sawickiego